# Efecte Stark

Espectre de nivell Rydberg de liti en funció del camp elèctric proper a n = 15 per a m = 0. Cal observar com sorgeix un patró complicat dels nivells d'energia a mesura que augmenta el camp elèctric, a diferència de les bifurcacions d'òrbites tancades en sistemes dinàmics clàssics que condueixen al caos.

L'efecte Stark és el desplaçament i la divisió de línies espectrals d'àtoms i molècules a causa de la presència d'un camp elèctric extern. És l'anàleg del camp elèctric de l'efecte Zeeman, on una línia espectral es divideix en diversos components a causa de la presència del camp magnètic. Encara que es va encunyar inicialment per al cas estàtic, també s'utilitza en un context més ampli per descriure l'efecte dels camps elèctrics que depenen del temps. En particular, l'efecte Stark és responsable de l'ampliació de pressió (Stark broadening) de les línies espectrals per part de partícules carregades en plasmes. Per a la majoria de línies espectrals, l'efecte Stark és lineal (proporcional al camp elèctric aplicat) o quadràtic amb una alta precisió.
L'efecte Stark es pot observar tant per a les línies d'emissió com d'absorció. Aquest darrer de vegades s'anomena efecte Stark invers, però aquest terme ja no s'utilitza en la literatura moderna.
L'efecte rep el nom del físic alemany Johannes Stark, que el va descobrir el 1913. Va ser descobert de manera independent el mateix any pel físic italià Antonino Lo Surdo, i a Itàlia de vegades s'anomena efecte Stark-Lo Surdo. El descobriment d'aquest efecte va contribuir de manera important al desenvolupament de la teoria quàntica i Stark va ser guardonat amb el Premi Nobel de Física l'any 1919.
L'efecte Stark es troba a la base del desplaçament espectral mesurat per als colorants sensibles al voltatge utilitzats per a la imatge de l'activitat de tret de les neurones.